# Papa Stefano V
Stefano V o VI secondo una diversa numerazione (Roma, ... – Roma, 14 settembre 891) è stato il 110º papa della Chiesa cattolica dal settembre 885 alla sua morte. Stefano fu protagonista del caos politico che si generò dopo la deposizione di Carlo il Grosso, aprendo così di fatto il dominio delle famiglie patrizie su Roma.

## Biografia

### Origini e carriera ecclesiastica
Stefano nacque a Roma da un tale Adriano, esponente di una nobile famiglia della Via Lata. Educato presso i più eminenti ecclesiastici (Zaccaria, vescovo d'Anagni e bibliotecario della Sede Apostolica) ed entrato nelle grazie prima di Adriano II e poi di Giovanni VIII, sotto i cui pontificati fu consacrato suddiacono e diacono, fu nominato cardinale dei SS. Quattro Coronati da Marino I, al quale Stefano era legato da profonda amicizia.

### Pontificato

#### L'elezione (885)
Secondo quanto riportato da Gaetano Moroni, Stefano fu eletto papa il 15 luglio dell'885 all'unanimità dai romani. Studi più recenti pongono la morte di papa Adriano III in una data imprecisata tra la metà d'agosto e la metà di settembre di quello stesso anno, obbligando a posporre l'elezione di Stefano non prima della metà di settembre. Nello stesso settembre 885 fu poi "ufficialmente" incoronato quale successore di Adriano III. Per la ratifica di tale elezione non si attese il consueto placet imperiale, ed è anche dubbio se all'elezione e consacrazione fossero presenti i rappresentanti imperiali; l'imperatore Carlo il Grosso infatti se ne risentì, ma la questione fu risolta grazie al tempestivo arrivo dei legati papali, che recarono all'imperatore i documenti attestanti la canonicità dell'elezione di Stefano. Inoltre, a calmare le rimostranze imperiali potrebbe aver contribuito la circostanza che l'elezione avvenne col consenso unanime di quella parte del clero, di fede filo-germanica, che faceva capo a Formoso, il controverso vescovo di Porto che gli succederà sul Soglio Petrino, e che fu personalmente incaricato della consacrazione del nuovo papa.
Il Moroni, così come il Liber pontificalis, per motivare l'elezione di Stefano abbonda di aneddoti riguardo alla fama di santità di questo pontefice e alla carità nei confronti dei più poveri di Roma, rimarcando il volto del "Buon Pastore". I testi riferiscono, tra l'altro, del saccheggio della camera del Tesoro, in Laterano, perpetrato dal popolo romano nel breve periodo di sede vacante: si trattava di saccheggi frequenti nello stato di anarchia in cui Roma si veniva a trovare tra la morte di un pontefice e l'elezione del successore; e d'altra parte il popolo, spesso affamato, dimostrava anche in quel modo il dissenso per la sua miserevole condizione al confronto del lusso del clero, in evidente contrasto con la missione di carità propria della Chiesa cristiana.

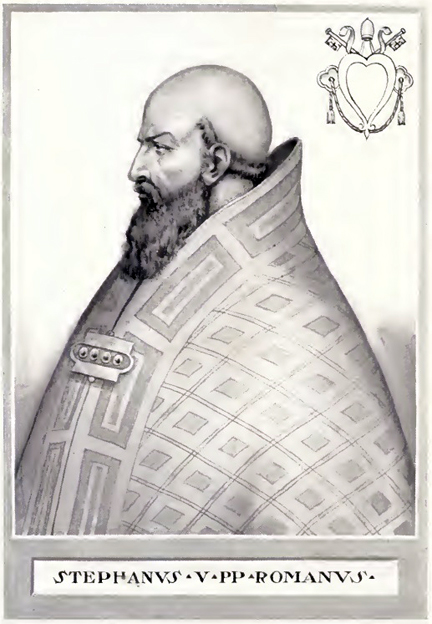
Artaud de Montor (1772-1849), Papa Stefano V da The Lives and Times of the Popes, The Catholic Publication Society of America, New York [1842]-1911.

(Moroni, p. 310)

#### La successione imperiale: Guido da Spoleto
Dopo un inizio promettente, al ristabilimento dei buoni rapporti con l'imperatore non seguirono però risultati concreti: nell'887 infatti Carlo fu deposto dalla carica imperiale per l'inettitudine dimostrata anche nel contrastare le minacce dei Normanni, che in quell'anno erano giunti fin sotto le mura di Parigi. Venne nominato suo successore il nipote Arnolfo di Carinzia ma l'unità dell'impero venne meno, frantumandosi in tre regni separati: quello dei Franchi Orientali, dei Franchi Occidentali e dell'Italia. Con la fine della dinastia carolingia e dell'antico impero fondato da Carlo Magno, veniva meno il principale fattore di protezione della Sede Apostolica dalle mire dei feudatari italiani, costringendo Stefano V e i suoi successori ad affrontare da soli le dinastie italiane.
I Saraceni, nel frattempo, erano ritornati a minacciare le coste laziali e la stessa Roma. Invocato invano il soccorso degli imperatori franco e bizantino, il solo Guido II, duca di Spoleto intervenne in difesa del papato e li sconfisse severamente nella battaglia del Garigliano: sperava che tale azione lo redimesse agli occhi di papa Stefano, memore di come negli anni precedenti il potente feudatario avesse minacciato il territorio pontificio. Guido, infatti, voleva rafforzare la propria posizione in Italia e, all'indomani della deposizione di Carlo il Grosso, cercò di ottenere il trono di re d'Italia.
La lotta per il trono italiano fu una contesa tra Berengario del Friuli, riconosciuto come re dai vescovi dell'Italia settentrionale, e Guido da Spoleto, che invece dominava il Meridione. Se Berengario era riuscito a mantenere i suoi possedimenti nel Friuli e ad ottenere l'incoronazione quale re d'Italia da parte di Arnolfo, Guido, che era stato battuto sul tempo, reagì militarmente, sconfisse duramente il rivale e il 16 febbraio dell'889 si fece incoronare a Pavia al suo posto.
Divenuto padrone incontrastato dell'Italia, Guido mirava alla corona imperiale. Papa Stefano, benché avesse allacciato stretti legami con il nuovo re, non poteva non ricordarsi che poco prima Arnolfo era stato eletto imperatore dai grandi feudatari. Quando però Arnolfo dimostrò tutta la sua debolezza nel rivendicare le sue pretese, Stefano accetto la realtà dei fatti e incoronò Guido e la moglie Ageltrude rispettivamente imperatore e imperatrice il 21 febbraio dell'891.

#### Le relazioni con Costantinopoli
Nelle sue relazioni con Costantinopoli sia sulla vertenza del patriarca Fozio, che nelle relazioni con la giovane Chiesa Slavonica, Stefano proseguì le politiche di papa Niccolò I, ma contrastando la liturgia slava, su influenza del clero tedesco, spinse gli Slavi nella sfera di Costantinopoli.
Nell'886 il nuovo imperatore Leone VI (886-912) fece nuovamente deporre Fozio per nominare al suo posto un suo fratello, Stefano I. Fozio fu relegato in un monastero in Armenia, dove visse, solo e dimenticato, i suoi ultimi anni.
Nelle sue lettere all'imperatore d'Oriente Stefano V lo pregò di inviare navi da guerra e soldati per consentirgli di respingere gli assalti dei Saraceni sul territorio papale e sull'Italia meridionale. Dall'885 all'886 i Bizantini rioccuparono l'Italia meridionale occupata dal Musulmani. Nell'887/8 Stefano scrisse che gli schiavi cristiani, mutilati dei genitali dai loro carcerieri musulmani, potevano lo stesso essere ordinati sacerdoti.

#### Condanna dell'ordalia
Sin dal V secolo era invalsa presso i popoli germanici la pratica dell'ordalia come sistema di regolazione delle ragioni e dei torti. Una delle ordalie più diffuse era il cosiddetto «Duello di Dio», nel quale i contendenti si battevano fino alla morte di uno dei due. La posizione della Chiesa nei confronti di questa pratica fu altalenante. Il primo pontefice che si espresse pubblicamente contro l'ordalia fu Stefano V, che nell'887 sconsigliò all'arcivescovo di Magonza l'uso di questa pratica.

### Morte
Stefano morì il 14 settembre dell'891 e fu sepolto nell'atrio quadriportico della Basilica Vaticana. Sulla sua tomba fu scritto un semplice epitaffio in distici:
(Moroni, p. 311)